# وولفورت
وولفورت (بالألمانية: Wolfurt) هي بلدية تقع في ولاية فورارلبرغ غرب النمسا.